# Universidade Federal do Paraná
Die Universidade Federal do Paraná (UFPR; deutsch Bundesuniversität von Paraná) ist eine staatliche brasilianische Universität mit Sitz in Curitiba.

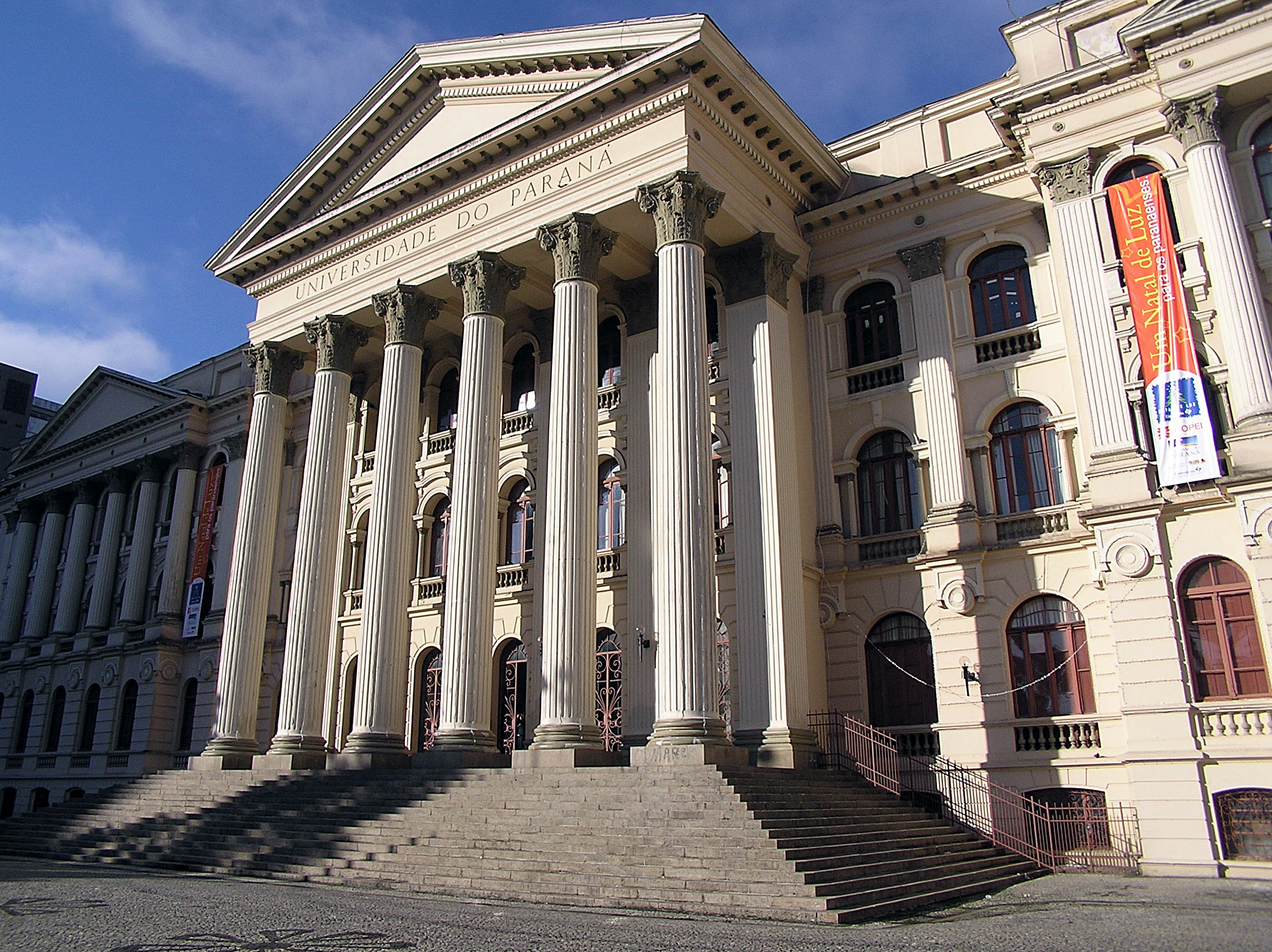

Die Hochschule wurde am 19. Dezember 1912 als Universidade do Paraná gegründet. Sie ist die älteste Universität Brasiliens und gilt als Wahrzeichen der Stadt Curitiba.
Das zentral gelegene historische Hauptgebäude wurde in den 1950er Jahren errichtet. Die UFPR besteht heute aus elf Fakultäten, darunter die 1973 aus der Faculdade de Filosofia, Ciências e Letras hervorgegangene Fakultät für Geisteswissenschaften und Kunst (Setor de Ciências Humanas, Letras e Artes). Zu den zehn Instituten dieser im Zentrum Curitibas gelegenen Fakultät gehört das Institut für moderne Fremdsprachen (Departamento de Letras Estrangeiras Modernas, DELEM), welches neben Englisch, Französisch, Spanisch und weiteren Sprachen auch den Studiengang Germanistik (Letras Alemão) mit den Schwerpunkten Linguistik, Literatur und Übersetzung anbietet.
Seit 1995 existiert zudem das Sprachenzentrum (Centro de Línguas e Interculturalidade, CELIN) der Geisteswissenschaftlichen Fakultät, welches neben interkulturellen Angeboten, wie Literatur, Kino, Theater, Tandemprogrammen, Kurse in 22 Sprachen, darunter auch Portugiesisch als Fremdsprache, anbietet. Das Sprachenzentrum unterhält weiterhin verschiedene Forschungsprojekte, u. a. in den Bereichen Linguistik und Didaktik (z. B. der Lehrbuchentwicklung).